# فرودگاه منطقه‌ای پرلند
 فرودگاه منطقه‌ای پرلند (به انگلیسی: Pearland Regional Airport) یک فرودگاه خصوصی بهره‌برداری هوایی است که یک باند فرود بتن دارد و طول باند آن ۱۳۱۵ متر است. این فرودگاه در شهر هیوستون کشور ایالات متحده آمریکا قرار دارد و در ارتفاع ۱۳ متری از سطح دریا واقع شده است.